# NASCAR Nextel All-Star Challenge 2007
Das Nextel Open und die NASCAR Nextel-All Star Challenge 2007 fanden am 19. Mai 2007 auf dem Lowe’s Motor Speedway in Concord, North Carolina, einem Vorort von Charlotte, statt. Die All-Star Challenge ist ein Rennen, bei dem keine Punkte für die laufende Saison vergeben werden, der Gewinner jedoch ein Preisgeld in Höhe von rund einer Million US-Dollar erhält.

## Format der All Star Challenge 2007

### Nextel Open
Das Nextel Open ist das Qualifikationsrennen zur NASCAR Nextel All-Star Challenge. Alle Fahrer oder Autonummern, die innerhalb der Top 50 in den Punkten lagen und sich nicht direkt für die All Star Challenge qualifizieren konnten, hatten die Berechtigung, im Nextel-Open-Rennen zu starten. Das Rennen war in zwei Segmente über jeweils 20 Runden unterteilt. Nach dem ersten Segment wurde das Rennen angehalten und das Fahrerfeld fuhr geschlossen in die Boxengasse. Jedes Team musste einen Boxenstopp durchführen. Dadurch spielen die Boxenmannschaften eine erhebliche Rolle, wenn es ums Weiterkommen in die All-Star Challenge ging. Die erst- und zweitplatzierten Piloten konnten in der All-Star Challenge antreten. Zusätzlich konnten die Fans noch einen Fahrer ins „All Star“-Rennen wählen.

### All Star Challenge
Alle Fahrer und Autonummern, die in den Jahren 2006 oder 2007 siegreich waren, qualifizierten sich direkt für die All Star Challenge. Hinzu kamen alle aktiven ehemaligen Champions im Winston-Cup / Nextel-Cup sowie alle Fahrer, die die All Star Challenge in der letzten Dekade gewonnen haben. Zusätzlich wurde noch zwei Fahrer die Qualifikation über das Nextel Open ermöglicht. Der letzte Platz im Startfeld wurde belegt mit dem Gewinner des Fanvotes. 
Die Qualifikation zur All-Star Challenge lief anders ab, als alle anderen Qualifikationsveranstaltungen der Nextel-Cup-Saison 2007. Jeder Fahrer hat drei statt zwei Runden zu fahren und musste zusätzlich noch einen Boxenstopp einlegen, bei dem alle Reifen gewechselt werden mussten. Dies konnte entweder nach der ersten oder der zweiten Runden geschehen. Bei der Einfahrt in die Box hatte der Fahrer das Geschwindigkeitslimit einzuhalten, bei der Ausfahrt konnte er voll beschleunigen. Um einen fairen Ablauf zu gewährleisten, fuhren alle Fahrer an die gleiche Box.
Das Rennen der All-Star Challenge 2007 wurde in vier Segmente mit jeweils 20 Runden aufgeteilt. Nach dem ersten Segment gab es eine fünfminütige Pause. Alle Fahrer konnten einen Boxenstopp einlegen. Nach dem zweiten Segment war Halbzeitpause. Das Rennen wurde für zehn Minuten angehalten. Alle Fahrer mussten in die Boxengasse fahren und konnten Reifen wechseln sowie auftanken. Während der Halbzeitpause konnten keine Positionen getauscht werden. Nach dem dritten Segment des Rennens gab es erneut eine Pause und jeder Fahrer musste wieder in die Boxengasse, um zu stoppen. Allerdings mussten nicht zwangsläufig die Reifen gewechselt werden. Im Gegensatz zum Halbzeitstop konnten hier auch Positionen getauscht werden.

## Teilnehmer der All Star-Challenge 2007

### Qualifiziert durch Siege in den Jahren 2006 und 2007
Die folgende Liste zeigt alle Fahrer, die sich über Siege für die All-Star Challenge 2007 qualifiziert haben sowie die Rennen, die zur Qualifikation geführt haben 
| Fahrer (Nummer)            | Sieg, der zur Qualifikation führte        |
| -------------------------- | ----------------------------------------- |
| Jimmie Johnson (#48)       | 19. Februar 2006, Daytona 500             |
| Matt Kenseth (#17)         | 26. Februar 2006, Auto Club 500           |
| Kasey Kahne (#9)           | 19. März 2006, Golden Corral 500          |
| Kurt Busch (#2)            | 26. März 2006, Food City 500              |
| Tony Stewart (#20)         | 2. April 2006, DirecTV 500                |
| Kevin Harvick (#29)        | 22. April 2006, Subway Fresh Fit 500      |
| Dale Earnhardt junior (#8) | 6. Mai 2006, Crown Royal 400              |
| Greg Biffle (#16)          | 13. Mai 2006, Dodge Charger 500           |
| Denny Hamlin (#11)         | 11. Juni 2006, Pocono 500                 |
| Jeff Gordon (#24)          | 25. Juni 2006, Dodge/Save Mart 350        |
| Kyle Busch (#5)            | 16. Juli 2006, Lenox Industrial Tools 300 |
| Jeff Burton (#31)          | 24. September 2006, Dover 400             |
| Brian Vickers* (#25)       | 8. Oktober 2006, UAW Ford 500             |

- Brian Vickers, der in der Saison den Toyota mit der Startnummer 83 fuhr, siegte mit der Startnummer 25 des Teams Hendrick Motorsports. Aufgrund dessen war die Startnummer 25, in diesem Jahr gefahren von Casey Mears, ebenfalls für die All Star Challenge 2007 qualifiziert.

### Qualifiziert als Winston/Nextel-Cup Champion
Die folgende Liste zeigt alle Fahrer, die sich qualifizierten, weil sie innerhalb der letzten Dekade Champion im Winston/Nextel-Cup waren.
| Fahrer (Nummer)        | Champion im Jahr/in den Jahren |
| ---------------------- | ------------------------------ |
| Jeff Gordon (#24)*     | 1997, 1998, 2001               |
| Dale Jarrett (#44)     | 1999                           |
| Bobby Labonte (#43)    | 2000                           |
| Tony Stewart (#20)*    | 2002, 2005                     |
| Matt Kenseth (#17)*    | 2003                           |
| Kurt Busch (#2)*       | 2004                           |
| Jimmie Johnson* (#48)* | 2006                           |

- Fahrer mit einem Sternchen sind bereits durch Siege in den Jahren 2006 und 2007 für die All Star Challenge qualifiziert.

### Qualifiziert durch Siege in früheren All-Star Challenges
Die folgende Liste zeigt alle Fahrer, die sich qualifizierten, weil sie die All-Star Challenge bereits gewonnen haben.
| Fahrer (Nummer)             | Champion im Jahr/in den Jahren |
| --------------------------- | ------------------------------ |
| Jeff Gordon (#24)*          | 1997, 2001                     |
| Mark Martin (#01)           | 1998, 2005                     |
| Terry Labonte **            | 1999                           |
| Dale Earnhardt junior (#8)* | 2000                           |
| Ryan Newman (#12)           | 2002                           |
| Jimmie Johnson (#48)*       | 2003, 2006                     |
| Matt Kenseth (#17)*         | 2004                           |

- Fahrer mit einem Sternchen sind bereits durch Siege in den Jahren 2006 und 2007 für die All-Star Challenge qualifiziert.

- - Terry Labonte, der als Sieger von 1999 teilnahmeberechtigt war, war zum Zeitpunkt der All-Star Challenge nicht im Nextel Cup aktiv und hat deshalb nicht am Rennen teilgenommen.

Die folgenden Fahrer qualifizieren sich über das Nextel Open Rennen
- Martin Truex junior (#1), Dale Earnhardt, Inc. – Erster im Nextel Open
- Johnny Sauter (#70), Haas CNC Racing – Zweiter im Nextel Open
- Kenny Wallace (#78), Furniture Row Racing – Gewinner des Fan Votes

## Nextel Open 2007 – Concord, North Carolina
| Platz | Fahrer              | Team                       | Automarke | Runden |
| ----- | ------------------- | -------------------------- | --------- | ------ |
| 1     | Martin Truex junior | Dale Earnhardt, Inc.       | Chevrolet | 40     |
| 2     | Johnny Sauter       | Haas CNC Racing            | Chevrolet | 40     |
| 3     | Carl Edwards        | Roush Fenway Racing        | Ford      | 40     |
| 4     | Dave Blaney         | Bill Davis Racing          | Toyota    | 40     |
| 5     | Ricky Rudd          | Robert Yates Racing        | Ford      | 40     |
| 6     | Clint Bowyer        | Richard Childress Racing   | Chevrolet | 40     |
| 7     | Sterling Marlin     | Ginn Racing                | Chevrolet | 40     |
| 8     | Jeremy Mayfield     | Bill Davis Racing          | Toyota    | 40     |
| 9     | Tony Raines         | Hall of Fame Racing        | Chevrolet | 40     |
| 10    | Jamie McMurray      | Roush Fenway Racing        | Ford      | 40     |
| 11    | David Stremme       | Chip Ganassi Racing        | Dodge     | 40     |
| 12    | Jeff Green          | Haas CNC Racing            | Chevrolet | 40     |
| 13    | J. J. Yeley         | Joe Gibbs Racing           | Chevrolet | 40     |
| 14    | Kyle Petty          | Petty Enterprises          | Dodge     | 40     |
| 15    | A. J. Allmendinger  | Team Red Bull              | Toyota    | 40     |
| 16    | Robby Gordon        | Robby Gordon Motorsports   | Ford      | 40     |
| 17    | Ward Burton         | Morgan-McClure Motorsports | Chevrolet | 40     |
| 18    | Kenny Wallace       | Furniture Row Racing       | Chevrolet | 40     |
| 19    | Kevin Lepage        | Front Row Motorsports      | Dodge     | 40     |
| 20    | Michael Waltrip     | Michael Waltrip Racing     | Toyota    | 38     |
| 21    | David Reutimann     | Michael Waltrip Racing     | Toyota    | 33     |
| 22    | David Ragan         | Roush Fenway Racing        | Ford      | 20     |
| 23    | Reed Sorenson       | Chip Ganassi Racing        | Dodge     | 20     |
| 24    | Elliott Sadler      | Evernham Motorsports       | Dodge     | 20     |
| 25    | Mike Bliss          | BAM Racing                 | Dodge     | 9      |
| 26    | Boris Said          | Front Row Motorsports      | Dodge     | 9      |
| 27    | Scott Riggs         | Evernham Motorsports       | Dodge     | 1      |
| 28    | David Gilliland     | Robert Yates Racing        | Ford      | 0      |
| 29    | Juan Pablo Montoya  | Chip Ganassi Racing        | Dodge     | 0      |
| 30    | Paul Menard         | Dale Earnhardt, Inc.       | Chevrolet | 0      |
| 31    | Joe Nemechek        | Ginn Racing                | Chevrolet | 0      |
| 32    | Jon Wood            | Wood Brothers/JTG Racing   | Ford      | 0      |

Das Nextel Open fand am 19. Mai 2007 auf dem Lowe’s Motor Speedway in Concord, North Carolina, statt. Es ging über zwei Segmente mit jeweils 20 Runden. 33 Autos waren startberechtigt. Bereits in der ersten Runde kam es zu einem großen Unfall, als Juan Pablo Montoya mit einem gewagten Fahrmanöver einige seiner Mitstreiter aus dem Rennen nahm. In den Unfall mit involviert waren David Gilliland, Joe Nemechek, Paul Menard, Jon Wood und A. J. Allmendinger. In Runde 10 kam es erneut zu einem Unfall, der Mike Bliss und Boris Said die Chance nahm, sich zu qualifizieren.
Im zweiten Segment touchierte Elliott Sadler die Mauer, wodurch er eine Gelbphase auslöste. Kurz darauf verlor David Ragan die Kontrolle und nahm Reed Sorenson mit aus dem Rennen. Carl Edwards, der eine lange Zeit führte, wurde kurz vor Ende noch von Martin Truex junior und Johnny Sauter überholt, welche sich für die All-Star Challenge qualifizierten. Kenny Wallace gewann den Fan Vote.

## Nextel All Star Challenge 2007 – Concord, North Carolina
| Platz | Fahrer                | Team                     | Automarke | Runden |
| ----- | --------------------- | ------------------------ | --------- | ------ |
| 1     | Kevin Harvick         | Richard Childress Racing | Chevrolet | 80     |
| 2     | Jimmie Johnson        | Hendrick Motorsports     | Chevrolet | 80     |
| 3     | Mark Martin           | Ginn Racing              | Chevrolet | 80     |
| 4     | Jeff Burton           | Richard Childress Racing | Chevrolet | 80     |
| 5     | Tony Stewart          | Joe Gibbs Racing         | Chevrolet | 80     |
| 6     | Johnny Sauter         | Haas CNC Racing          | Chevrolet | 80     |
| 7     | Matt Kenseth          | Roush Fenway Racing      | Ford      | 80     |
| 8     | Ryan Newman           | Penske Racing            | Dodge     | 80     |
| 9     | Dale Earnhardt junior | Dale Earnhardt, Inc.     | Chevrolet | 80     |
| 10    | Martin Truex junior   | Dale Earnhardt, Inc.     | Chevrolet | 80     |
| 11    | Jeff Gordon           | Hendrick Motorsports     | Chevrolet | 80     |
| 12    | Dale Jarrett          | Michael Waltrip Racing   | Toyota    | 80     |
| 13    | Brian Vickers         | Team Red Bull            | Toyota    | 80     |
| 14    | Kasey Kahne           | Evernham Motorsports     | Dodge     | 80     |
| 15    | Greg Biffle           | Roush Fenway Racing      | Ford      | 80     |
| 16    | Kenny Wallace         | Furniture Row Racing     | Chevrolet | 80     |
| 17    | Denny Hamlin          | Joe Gibbs                | Chevrolet | 63     |
| 18    | Casey Mears           | Hendrick Motorsports     | Chevrolet | 63     |
| 19    | Kurt Busch            | Penske Racing            | Dodge     | 62     |
| 20    | Kyle Busch            | Hendrick Motorsports     | Chevrolet | 62     |
| 21    | Bobby Labonte         | Petty Enterprises        | Dodge     | 41     |

Die NASCAR Nextel All-Star Challenge 2007 fand am 19. Mai 2007 auf dem Lowe’s Motor Speedway in Concord, North Carolina statt. 21 Fahrer waren berechtigt an dem Rennen, welches über eine Distanz von 80 Runden, aufgeteilt in vier Segmente, ging, teilzunehmen. 
Im ersten Segment verlief das Rennen sehr ruhig. Matt Kenseth, der von der Pole gestartet war, hielt seine Führung bis zur ersten planmäßigen Gelbphase in Runde 20, in der Boxenstopps erlaubt waren. Kyle Busch und Mark Martin blieben auf der Strecke und übernahmen die vordere Positionen.
Kyle Busch dominierte das zweite Segment des Rennens und führte zur Rennhalbzeit. Kurz nach dem Start zum dritten Segment verlor Bobby Labonte die Kontrolle über seinen Wagen und sorgte für eine Gelbphase. Kyle Busch war indessen nach einem schlechten Restart auf Platz vier zurückgefallen. Matt Kenseth dominierte nach einem erneuten Restart des Rennens das dritte Segment. Er war beim anschließenden Stopp jedoch zu schnell am Boxenausgang und wurde aufgrund dessen an das Ende des Feldes versetzt.
Kurz nach dem Start des vierten Segments kollidierten die Brüder Kyle Busch und Kurt Busch. Kevin Harvick gewann nach 80 Runden das Rennen vor Jimmie Johnson und Mark Martin.